# Prachuap Khiri Khan (Provinz)

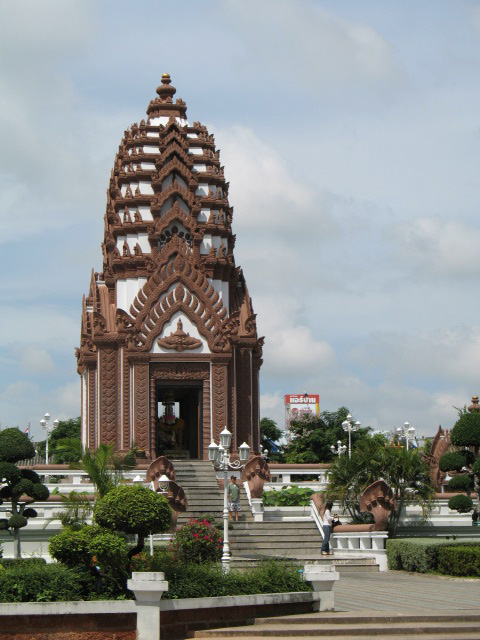
Schrein mit dem „Stadpfeiler“ (Lak Müang) von Prachuap Khiri Khan

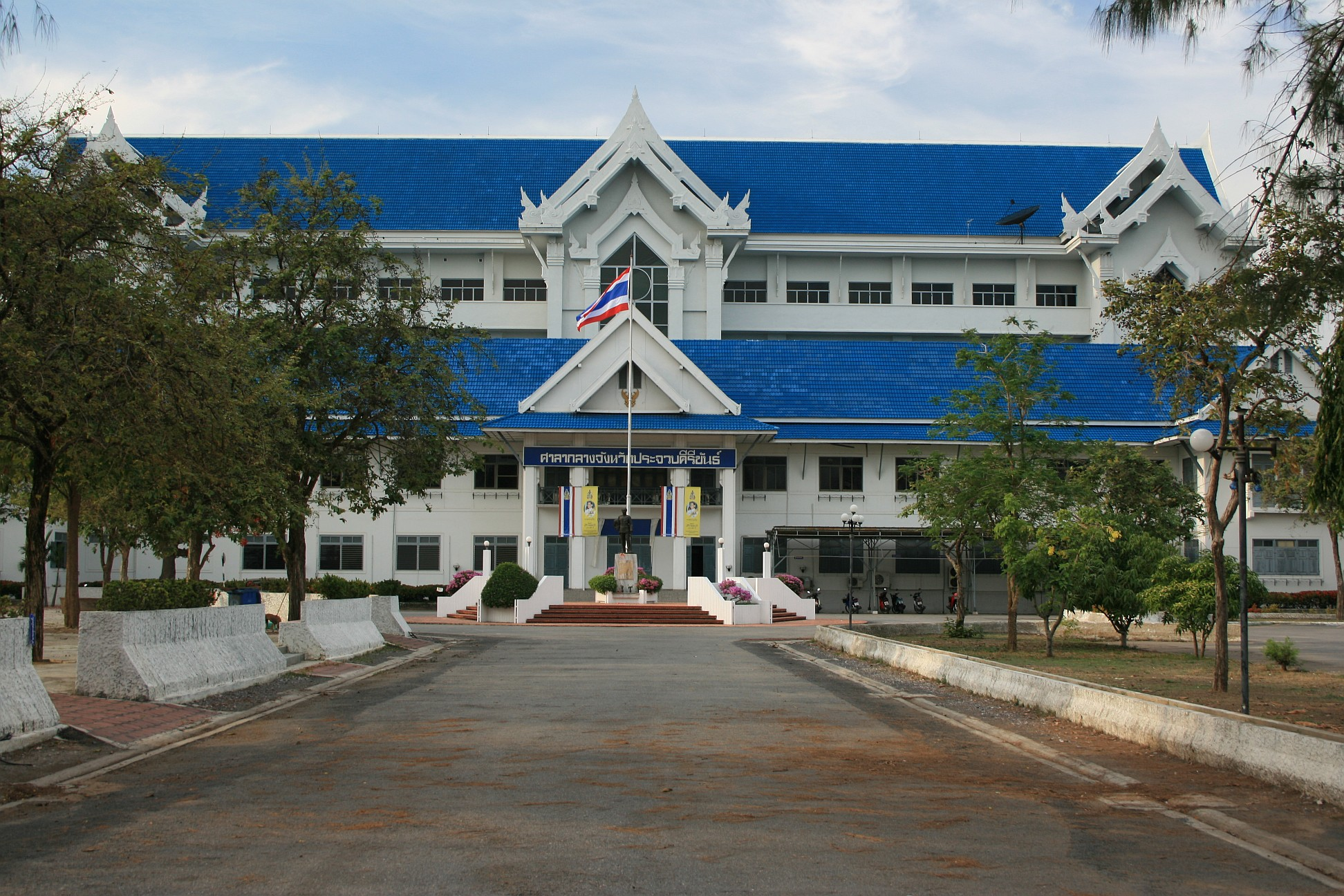
Sitz der Provinzverwaltung (Sala klang Changwat) von Prachuap Khiri Khan

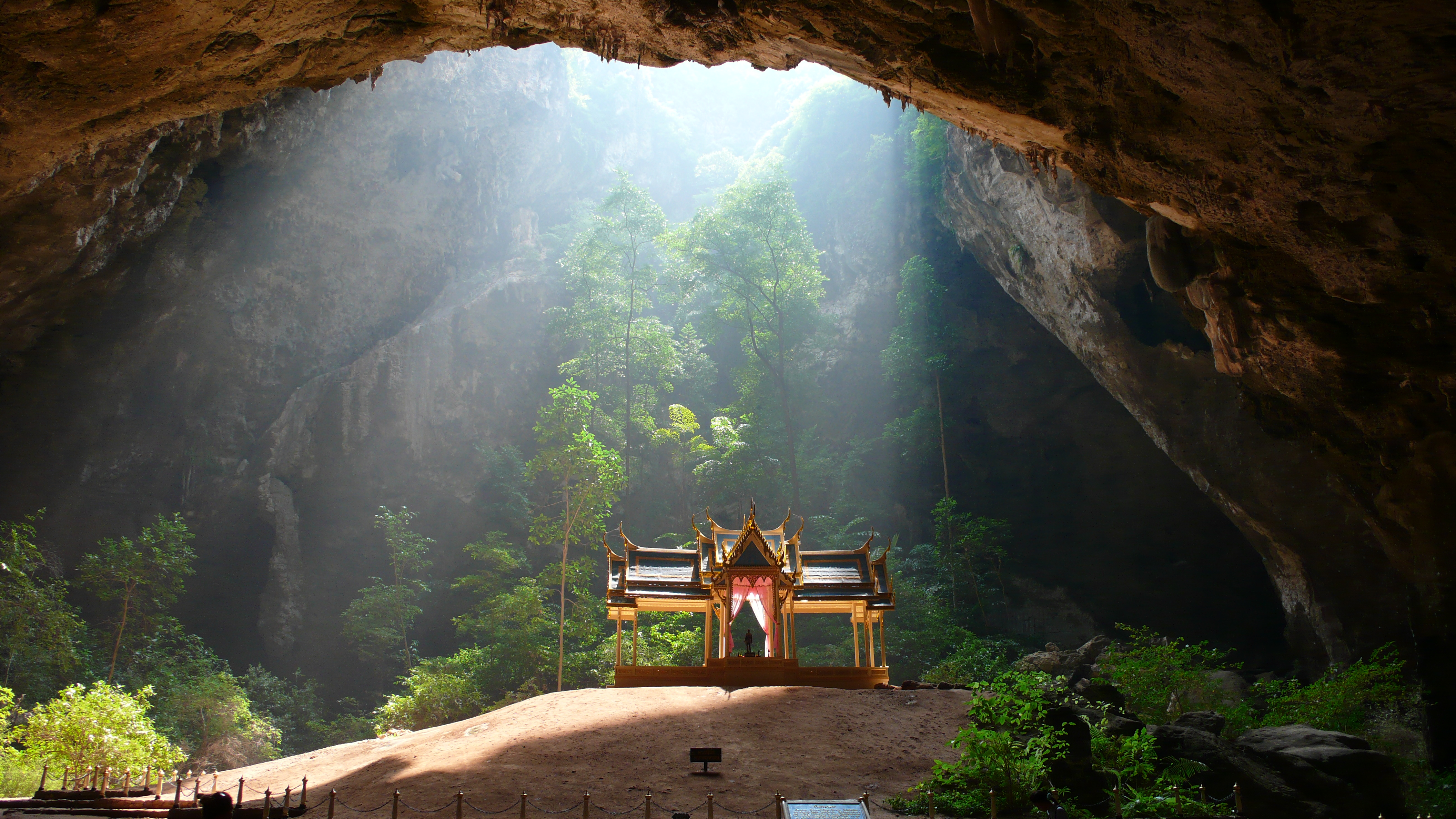
Die Phraya-Nakhon-Höhle im Nationalpark Khao Sam Roi Yot

Prachuap Khiri Khan (Thai: ประจวบคีรีขันธ์, [pràʔt͡ɕuàp kʰiːriː kʰǎn]) ist eine Provinz (Changwat) im südlichen Teil der Zentralregion von Thailand. Die Hauptstadt der Provinz Prachuap Khiri Khan heißt ebenfalls Prachuap Khiri Khan.

## Geographie
Die Provinz liegt am Golf von Thailand und füllt das Gebiet nördlich des Isthmus von Kra aus. In Tambon Huai Sai (Amphoe Mueang) befindet sich die schmalste Stelle der Landmasse von Thailand auf der Malaiischen Halbinsel. Von der Golfküste zur Grenze mit Myanmar sind es hier nur 11 Kilometer. Prachuap Khiri Khan bildet den Übergang von der Malaiischen Halbinsel zum südostasiatischen Festland. Von der Küste aus steigt das Land schnell zu den Ausläufern des Tenasserim-Gebirges an, das eine natürliche Grenze zur Tenasserim-Division Myanmars bildet. Höchste Erhebung der Provinz ist der Khao Luang mit 1494 Metern.
Entlang der Küstenlinie zum Golf von Thailand gibt es viele Sandstrände, von denen der von Hua Hin bereits seit dem letzten Jahrhundert intensiv genutzt wird. König Rama VII. (Prajadhipok) baute hier seinen Sommerpalast Wang Klai Kangwon („Palast fern der Sorgen“). Auch der Sommerpalast von König Bhumibol Adulyadej befindet sich hier.
| Angrenzende Provinzen und Gebiete: | Angrenzende Provinzen und Gebiete: |
| ---------------------------------- | ---------------------------------- |
| Norden                             | Phetchaburi                        |
| Osten                              | Golf von Thailand                  |
| Süden                              | Chumphon                           |
| Westen                             | Tanintharyi-Division (Myanmar)     |

### Nationalparks
- Nationalpark Khao Sam Roi Yot – seit 1966, mit Mangrovensümpfen und Marschland.
- Nationalpark Kui Buri (Thai: อุทยานแห่งชาติกุยบุรี) – der 969 km² große Park liegt im Amphoe Pranburi, er wurde am 19. Oktober 1989 eröffnet. Sehenswert: einige Wasserfälle und Beobachtung von wilden Elefanten.
- Nationalpark Namtok Huai Yang – der 161 km² große Park wurde am 8. Dezember 1991 als 70. Nationalpark Thailands eröffnet. Er liegt im Amphoe Thap Sakae. Sehenswert ist der namensgebende Wasserfall Huai Yang.

### Wichtige Städte
- Hua Hin

### Wichtige Flüsse
- Pranburi

### Klima
Das Klima ist tropisch-monsunal. Im Jahr 2009 lag die Höchsttemperatur bei 36,3 °C, die Tiefsttemperatur bei 17,9 °C. Im gleichen Jahr gab es 121 Regentage.

## Wirtschaft und Bedeutung
Wichtige Erwerbszweige sind neben der sich langsam entwickelnden Industrie die Fischerei sowie Pflanzungen von Ananas und anderen Obstsorten. Das in der Provinz gelegene Hua Hin ist einer der bekanntesten Badeorte Thailands und erfreut sich aufgrund der geringen Entfernung von Bangkok vor allem bei den Bewohnern der Hauptstadt einer großen Beliebtheit als Ausflugsziel.
Im Jahr 2011 betrug das „Gross Provincial Product“ (Bruttoinlandsprodukt) der Provinz 59,255 Milliarden Baht. Der Mindestlohn in der Provinz liegt seit dem 1. Januar 2011 bei 172 Baht/Tag (etwa 4 €).

### Daten
Die unten stehende Tabelle zeigt den Anteil der Wirtschaftszweige am Gross Provincial Product in Prozent:
| Wirtschaftszweig | 2006 | 2007 | 2008 |
| ---------------- | ---- | ---- | ---- |
| Landwirtschaft   | 18,2 | 21,4 | 21,7 |
| Industrie        | 16,5 | 15,1 | 17,2 |
| Andere           | 65,3 | 63,5 | 61,1 |

Die am stärksten zur Wirtschaftsleistung der Provinz beitragende Branchen waren im Jahr 2011 das verarbeitende Gewerbe mit 11,581 Mrd. Baht und die Landwirtschaft mit 11,353 Mrd. Baht. Es folgten der Groß- und Einzelhandel mit 7,997 Mrd. Baht und das Hotel- und Gaststättengewerbe mit 4,514 Mrd. Baht.

### Staudämme
- Pran Buri-Stausee

## Verkehr

### Flughafen
- Flughafen Hua Hin – HHQ (Inland)

## Geschichte
Prachuap Khiri Khan wurde früher Bang Nangrom oder auch Mueang Na Rong genannt. Die Stadt wurde während des Falls des Königreichs Ayutthaya (1767) zerstört. König Rama III. (reg. 1824 bis 1851) veranlasste 1845 die Umbenennung von Bang Nangrom in Prachuap Khiri Khan.
König Mongkut (Rama IV.), der sich sehr für die Naturwissenschaften interessierte, lud 1868 zahlreiche Gäste ein, die von ihm berechnete Sonnenfinsternis in der Gegend des heutigen Nationalparks von Khao Sam Roi Yot zu beobachten. Die Sonne verfinsterte sich tatsächlich zum berechneten Zeitpunkt am 18. August; der Monarch infizierte sich in den Sümpfen allerdings mit Malaria, an der er sechs Wochen später verstarb.
Während des Zweiten Weltkriegs besetzten die Japaner einen Teil Thailands. Ihre Landung erfolgte am 8. Dezember 1941 nahe der Provinzhauptstadt.

## Wappen
Das Wappen der Provinz zeigt den Pavillon von Kuha Karuhas, der anlässlich des Besuchs von König Chulalongkorn (Rama V.) in der Höhle Phraya Nakhorn (heute im Nationalpark Khao Sam Roi Yot) erbaut wurde. Hinter dem Pavillon ist die Insel Ko Lak in der Bucht von Prachuap abgebildet, das historische Zentrum der Verwaltung.
Die lokale Blume heißt Dork Ket (ดอกเกด). Sie ist die Blüte des lokalen Baumes Ket (เกด, Khirni – Manilkara hexandra) aus der Familie der Sapotengewächse.
Der Wahlspruch der Provinz Prachuap Khiri Khan lautet:
„Das Land der süßen Ananas, von Zucker, Kokosnuss und Honig,
Die beste Fischsoße findet man in der Stadt,
Die tiefe blaue See ist ruhig und klar,
Die Leute sind großzügig und ehrlich.“

## Verwaltungseinheiten

### Provinzverwaltung
Die Provinz ist in 8 Amphoe (‚Bezirke‘ oder ‚Landkreise‘) gegliedert. Diese sind weiter unterteilt in 48 Tambon (‚Unterbezirke‘ oder ‚Gemeinden‘) und 388 Muban (‚Dörfer‘).
| \| Nr. \| Amphoe (Kreise) \| Thai \| \| --- \| --------------------------------- \| -------------------- \| \| 1 \| Amphoe Mueang Prachuap Khiri Khan \| อำเภอเมืองประจวบคีรีขันธ์ \| \| 2 \| Amphoe Kui Buri \| อำเภอกุยบุรี \| \| 3 \| Amphoe Thap Sakae \| อำเภอทับสะแก \| \| 4 \| Amphoe Bang Saphan \| อำเภอบางสะพาน \| \| 5 \| Amphoe Bang Saphan Noi \| อำเภอบางสะพานน้อย \| \| 6 \| Amphoe Pranburi \| อำเภอปราณบุรี \| \| 7 \| Amphoe Hua Hin \| อำเภอหัวหิน \| \| 8 \| Amphoe Sam Roi Yot \| อำเภอสามร้อยยอด \| |                                   |                      |
| Nr. | Amphoe (Kreise)                   | Thai                 |
| 1 | Amphoe Mueang Prachuap Khiri Khan | อำเภอเมืองประจวบคีรีขันธ์ |
| 2 | Amphoe Kui Buri                   | อำเภอกุยบุรี            |
| 3 | Amphoe Thap Sakae                 | อำเภอทับสะแก          |
| 4 | Amphoe Bang Saphan                | อำเภอบางสะพาน        |
| 5 | Amphoe Bang Saphan Noi            | อำเภอบางสะพานน้อย     |
| 6 | Amphoe Pranburi                   | อำเภอปราณบุรี          |
| 7 | Amphoe Hua Hin                    | อำเภอหัวหิน            |
| 8 | Amphoe Sam Roi Yot                | อำเภอสามร้อยยอด       |

### Lokalverwaltung
Für das ganze Gebiet der Provinz besteht eine Provinz-Verwaltungsorganisation (องค์การบริหารส่วนจังหวัด, kurz อบจ., Ongkan Borihan suan Changwat; englisch Provincial Administrative Organization, PAO).
In der Provinz Prachuap Khiri Khan gibt es zwei Städte (เทศบาลเมือง – Thesaban Mueang), Prachuap Khiri Khan (เทศบาลเมืองประจวบคีรีขันธ์) und Hua Hin (เทศบาลเมืองหัวหิน).
Daneben gibt es 12 Kleinstädte (เทศบาลตำบล – Thesaban Tambon).